# Staněkit
Staněkit ist ein sehr selten vorkommendes Mineral aus der Mineralklasse der „Phosphate, Arsenate und Vanadate“. Er kristallisiert im monoklinen Kristallsystem mit der chemischen Zusammensetzung Fe3+(Mn,Fe2+,Mg)(PO4)O und ist damit chemisch gesehen ein Mangan-Eisen-Phosphat mit einem zusätzlichen Sauerstoffatom, also ein Oxophosphat.
Staněkit entwickelt an seiner Typlokalität nur xenomorphe, nach der c-Achse [001] gestreckte Körner bis zu 2 cm Länge, die zu subparallelen Aggregaten zusammentreten und von Ferrisicklerit, Heterosit, Kryzhanovskit, Arrojadit, Eosphorit und „Alluaudit im weiteren Sinne“ begleitet werden. Gemeinsame Typlokalitäten für das Mineral sind der Seltenmetall-Granitpegmatit Clementine II auf der Farm Okatjimukuju 55 (Farm Friedrichsfelde) bei Karibib, Wahlkreis Karibib in der Region Erongo, Namibia, sowie das Albères-Massiv, östliche Pyrenäen, Okzitanien, Frankreich.

## Etymologie und Geschichte
Staněkit wurde von Paul Keller und Oleg von Knorring in den späten 1980er Jahren im Verlaufe von Untersuchungen an Phosphatmineralen in Pegmatiten auf der Farm Okatjimukuju 55 gefunden, wobei das Mineral als leicht mit Ferrisicklerit, Sicklerit und/oder Kryzhanovskit verwechselbar charakterisiert wurde. Nachdem sich eine in der Intrusion von Albères in den französischen Pyrenäen gefundene Phase als identisch mit dem Mineral aus dem Pegmatit Clementine II erwiesen hatte, führte Paul Keller, Professor für Mineralogie und Kristallographie an der Universität Stuttgart, zusammen mit Kollegen die für eine Charakterisierung als neues Mineral notwendigen Untersuchungen durch. Die Ergebnisse wurden der International Mineralogical Association (IMA) vorgelegt, die es am 30. Dezember 1994 unter der vorläufigen Bezeichnung IMA 1994-045 anerkannte. Im Jahre 1997 wurde es von Paul Keller, François Fontan, Francisco Velasco Roldan und Joan Carles Melgareji i Draper im deutschen Wissenschaftsmagazin „European Journal of Mineralogy“ als Staněkit (englisch Staněkite) beschrieben. Die Autoren benannten das Mineral nach Josef Staněk vom Department für Geologische Wissenschaften der Masaryk-Universität in Brünn, Mähren, Tschechien, einem Spezialisten für die Mineralogie von Phosphaten, der sich intensiv mit der Untersuchung der mährischen Pegmatite beschäftigt hat.
Das Typmaterial für Staněkit (Teile des Holotyps) wird an der Universität Stuttgart (Standort TM-94.45-OKAA / 0/824-s27/2) aufbewahrt. Weiteres Typmaterial wurde am Mines ParisTech (bis 2008 École des mines de Paris, Mines Paris), Frankreich, unter der Sammlungs-Nr. T45634, deponiert.

## Klassifikation
Bereits in der veralteten, aber noch gebräuchlichen 8. Auflage der Mineralsystematik nach Strunz gehörte der Staněkit zur Mineralklasse der „Phosphate, Arsenate und Vanadate“ und dort zur Abteilung der „Wasserfreien Phosphate, mit fremden Anionen F, Cl, O, OH“, wo er zusammen mit Zwieselit und Wolfeit die „Zwieselit-Wolfeit-Gruppe“ mit der System-Nr. VII/B.03 und den weiteren Mitgliedern Magniotriplit (diskreditiert 2004), Sarkinit, Triplit, Triploidit und Wagnerit bildete.
Die seit 2001 gültige und von der International Mineralogical Association (IMA) verwendete 9. Auflage der Strunz’schen Mineralsystematik ordnet den Staněkit ebenfalls in die Abteilung der „Phosphate usw. mit zusätzlichen Anionen; ohne H2O“ ein. Diese ist allerdings weiter unterteilt nach der relativen Größe der beteiligten Kationen und dem Stoffmengenverhältnis der zusätzlichen Anionen zum Phosphat-, Arsenat- und Vanadatkomplex, so dass das Mineral entsprechend seiner Zusammensetzung in der Unterabteilung „Mit ausschließlich mittelgroßen Kationen; (OH usw.) : RO4 ≤ 1 : 1“ zu finden ist, wo es zusammen mit Joosteit, Sarkinit, Triploidit, Wagnerit und Wolfeit die „Triploiditgruppe“ mit der System-Nr. 8.BB.15 bildet.
Auch die vorwiegend im englischen Sprachraum gebräuchliche Systematik der Minerale nach Dana ordnet den Staněkit in die Klasse der „Phosphate, Arsenate und Vanadate“ und dort in die Abteilung der „Wasserfreien Phosphate etc., mit Hydroxyl oder Halogen“ ein. Hier ist er zusammen mit Wolfeit, Triploidit, Sarkinit und Joosteit in der „Wolfeitgruppe“ mit der System-Nr. 41.06.03 innerhalb der Unterabteilung „Wasserfreie Phosphate etc., mit Hydroxyl oder Halogen mit (A)2(XO4)Zq“ zu finden.

## Chemismus
Mikrosondenanalysen an zahllosen Staněkit-Körnern aus dem „Clementine-II-Pegmatit“ ergaben Mittelwerte von 0,13 % Na2O; 0,05 % K2O; 0,50 % MgO; 0,13 % CaO; 23,12 % MnO; 1,56 % FeO; 0,22 % ZnO; 0,01 % Al2O3; 41,56 % Fe2O3 (FeO/Fe2O3-Verhältnis nach den Werten aus der Mößbauerspektroskopie berechnet); 0,02 % TiO2 und 31,16 % P2O5. Auf der Basis von fünf Sauerstoffatomen errechnete sich aus ihnen die empirische Formel (Fe3+1,16Mn2+0,73Fe2+0,05Mg0,03Na0,01)Σ=1,98(P0,98O4)O, welche zu Fe3+(Mn,Fe2+,Mg)(PO4)O idealisiert wurde. Diese Idealformel mit Mn : Fe : Mg = 0,77 : 0,20 : 0,063 verlangt Gehalte von 0,55 % MgO; 24,71 % MnO; 6,65 % FeO; 36,12 % Fe2O3 und 32,11 % P2O5 (Summe 100,00 Gew.-%).
Staněkit (genauer Staněkit-Mabc) ist das Fe3+-dominante Analogon zum Mn3+-dominierten Joosteit.

## Kristallstruktur
Staněkit kristallisiert im monoklinen Kristallsystem in der Raumgruppe P21/a (Raumgruppen-Nr. 14, Stellung 3) mit den Gitterparametern a = 11,844 Å; b = 12,662 Å; c = 9,983 Å und β = 105,93° sowie 16 Formeleinheiten pro Elementarzelle Dabei handelt es sich um einen von bisher zwei bekannten monoklinen Polytypen des Staněkits – den Polytyp Staněkit-Ma2bc.
Der andere Polytyp Staněkit-Mabc kristallisiert ebenfalls monoklin in der Raumgruppe I2/a (Raumgruppen-Nr. 15, Stellung 7) mit den Gitterparametern a = 11,835 Å; b = 6,328 Å; c = 9,984 Å und β = 105,81° sowie acht Formeleinheiten pro Elementarzelle.
Die Kristallstruktur von Staněkit besteht aus einem nahezu unverzerrten [PO4]-Tetraeder und zwei symmetrisch unterschiedlichen, stark verzerrten [MO6]-Oktaedern. Die Kationen M sind unabhängig von ihrer Valenz auf beide oktaedrische Positionen verteilt. Die [MO6]-Oktaeder besitzen gemeinsame Kanten und bilden Zickzack-Ketten, die parallel [010] für [(M1)O6] bzw. [100] für [(M2)O6] verlaufen. Beide Typen von Ketten sind ferner durch weitere Kanten entlang der c-Achse verknüpft und bilden dadurch ein offenes Gerüst, in welchem sich die isolierten [PO4]-Tetraeder befinden. Staněkit sowie synthetisches α- und β-Fe2[PO4]O sind Polymorphe. Im Gegensatz zu Staněkit sind die synthetischen Polymorphe durch [MO6]-Oktaeder mit gemeinsamen Flächen charakterisiert, welche miteinander durch gerade oder eng gefaltete Zickzack-Ketten für sowohl β-Fe2[PO4]O-I und β-Fe2[PO4]O-II als auch α-Fe2[PO4]O verbunden sind.
Die Kristallstrukturen von sowohl Staněkit-Mabc als auch Staněkit-Ma2bc unterscheiden sich allerdings deutlich in den Koordinationszahlen ihrer Kationen und Anionen wie z. B. Wolfeit-Ma2bc, (Fe,Mn,Mg,)2[PO4](OH). Für die letzteren Minerale ist die Hälfte der Kationen entweder fünf- oder sechsfach koordiniert und die Koordinationszahl der isolierten Anionen (CNOH) beträgt nur drei, während im Staněkit alle Kationen sechsfach koordiniert sind und das einzelne Sauerstoffatom O5, welches zu keinem [PO4]3−-Tetraeder gehört, CNO5 = 4 aufweist.
Staněkit-Mabc ist isotyp (isostrukturell) zu seinem Mn3+-Analogon Joosteit.

## Eigenschaften

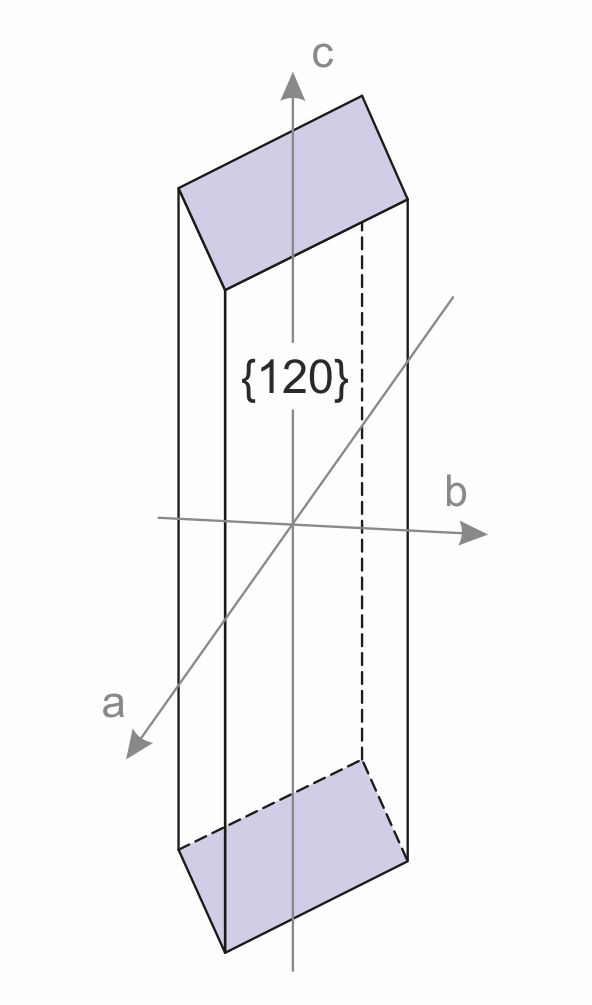
Zeichnung eines idealisierten Staněkit-Kristalls. Die violett ausgehaltenen Flächen sind keine Endflächen, sondern durch die gute Teilbarkeit des Minerals rechtwinklig zu [001] entstanden.

### Morphologie
Staněkit tritt an seiner Typlokalität im „Clementine-II-Pegmatit“ in Form von 0,2 bis 5 mm großen, xenomorphen Körnern auf, die in den meisten Fällen in Richtung der c-Achse [001] gestreckt sowie parallel verwachsen sind und auf diese Weise Aggregate bis zu 2 cm Größe bilden. An einigen Kristallen sind undeutliche Flächen des Prismas {120} entwickelt (vergleiche die nebenstehende Kristallzeichnung). Es scheinen zwar auch Flächenformen zu existieren, welche die Terminierungen im Kopfbereich der Kristalle bilden, jedoch sind diese ausschließlich durch die gute Teilbarkeit des Staněkits entstanden. In den meisten Fällen sind die Kristallfragmente des Staněkits aus beiden Polytypen (sowohl Staněkit-Mabc als auch Staněkit-Ma2bc mit der doppelten b-Achse) in verschiedenen Anteilen zusammengesetzt.

### Physikalische und chemische Eigenschaften
Die Aggregate des Staněkits sind schwarz, ihre Strichfarbe ist immer dunkelbraun. Die Oberflächen der opaken, nur in dünnen Splittern durchscheinenden Aggregate weisen einen schwachen halbmetallartigen Glanz auf, was gut mit den Werten für die Lichtbrechung übereinstimmt. An den Kristallkörnern des Staněkits wurden sehr hohe Werte für die Lichtbrechung (nα = 2,010; nβ = 2,110) und ein sehr hoher Wert für die Doppelbrechung (δ = 2,010) festgestellt.
Unter dem Mikroskop ist das Mineral im durchfallenden Licht opak, im auffallenden (reflektierten) Licht blassgrau und weist eine sehr schwache Bireflektanz sowie einen geringen Reflektions-Pleochroismus auf. In Immersionsöl ist das Mineral dunkler als an Luft, mit blaugrauem Farbton. Bei gekreuzten Polaren zeigt das Mineral moderate (an Luft) bis deutliche (in Immersionsöl) Anisotropieeffekte mit blass bräunlichgrauen Rotationsfarben. Die Innenreflexe variieren von rötlichgelb bis bräunlichrot und sind besonders deutlich in der Nähe von Mikrorissen und den Korngrenzen zu sehen.
Am Staněkit wurde keine Spaltbarkeit erkannt, aber eine gute Teilbarkeit rechtwinklig zur c-Achse [001] festgestellt. Aufgrund seiner starken Sprödigkeit bricht er aber ähnlich wie Anhydrit, wobei die Bruchflächen splitterig ausgebildet sind. Mit einer Mohshärte von 4 bis 5 gehört das Mineral zu den mittelharten Mineralen und lässt sich wie die Referenzminerale Fluorit (Härte 4) und Apatit (Härte 5) mehr (Fluorit) oder weniger (Apatit) leicht mit dem Taschenmesser ritzen. Die gemessene Dichte des Minerals beträgt 3,80 g/cm³, seine berechnete Dichte liegt bei 4,09 g/cm³. Der deutliche Unterschied zwischen gemessener und berechneter Dichte wird auf die im Staněkit enthaltenen Fremdmineraleinschlüsse (hauptsächlich Kryzhanovskit) zurückgeführt.
Staněkit zeigt weder im lang- noch im kurzwelligen UV-Licht eine Fluoreszenz.

## Bildung und Fundorte
Als sehr seltene Mineralbildung konnte Staněkit bisher (Stand 2018) lediglich von ca. 15 Fundorten beschrieben werden. Als Typlokalitäten gelten der Granitpegmatit Clementine II auf der Farm Okatjimukuju 55 (Farm Friedrichsfelde) bei Karibib, Wahlkreis Karibib in der Region Erongo in Namibia sowie das Pegmatitfeld bei Collioure im Albères-Massiv, östliche Pyrenäen, Okzitanien, Frankreich.
Staněkit ist an seiner Typlokalität ein typisches Sekundärmineral, welches sich in der Oxidationszone eines Granitpegmatits mit einer primären Phosphatmineralparagenese gebildet hat. Er entstand in der Folge von Alterationsprozessen auf Kosten von Ferrisicklerit und Heterosit oder aus Triphylin. Jedoch ist Staněkit nie in Verwachsungen mit Triphylin beobachtet worden. Wenn Kryzhanovskit vorhanden ist, bildet dieser einen Saum zwischen Staněkit und Heterosit.
Weitere Untersuchungen zahlloser Dünnschliffe haben gezeigt, dass beide Staněkit-Polytypen nicht aus der Oxidation von Wolfeit hervorgegangen, sondern durch Alterationsprozesse auf Kosten von Triphylin in mindestens zwei Schritten entstanden sind. Zuerst wurde Triphylin, Li(Fe,Mn,Mg)[PO4], in Ferrisicklerit,
Lix(Mn,Mg)2+x(Fe)3+(1–x)[PO4] mit x ≈ 0,5 umgewandelt, welcher später durch Staněkit ersetzt wurde.
An der Typlokalität findet sich Staněkit in drei verschiedenen Paragenesen:
- Assoziation I: Dendrite aus Ferrisicklerit oder Heterosit mit einem Fe/(Fe+Mn)-Verhältnis von 0,78 werden von Eosphorit, Arrojadit, Kryzhanovskit und spätgebildeten sekundären Phosphaten begleitet.
- Assoziation II: Ferrisicklerit oder Heterosit mit einem Fe/(Fe+Mn)-Verhältnis von 0,61–0,68 in knolligen Aggregaten und gelegentlichen Skelettkristallen. Neben den Begleitmineralen der Assoziation I ist auch Alluaudit vorhanden.
- Assoziation III: Neben Triphylin vor allem Kryzhanovskit und die Begleiter aus Assoziation II, daneben große Mengen spätgebildeter Sekundärphosphate in Form von dichte, dunkelgrünen Massen.[5]

Im französischen Albères-Massiv wird Staněkit in enger Assoziation mit Ferrisicklerit, und Heterosit angetroffen. Alle drei Minerale weisen ein Fe/(Fe+Mn)-Verhältnis von 0,75 auf, was eine mehr oder weniger gleichzeitige Kristallisation nahelegt.
Neben den genannten Lokalitäten fand sich Staněkit in Namibia noch in den Pegmatiten „Cameroon“ und „Sandamap“ bei Usakos sowie „Helikon“ bei Karibib. Aus dem „Buranga-Pegmatit“ bei Gatumba, Westprovinz in Ruanda. Aus dem „Cema-Pegmatit“ bei Las Aguadas, Departamento Libertador General San Martín, Provinz San Luis in Argentinien, und der „Lavra da Cigana“ (Cigana-Claim) bzw. „Lavra do Jocão“ (Jocão-Pegmatit) bei Conselheiro Pena in Minas Gerais, Brasilien.
In Italien aus einem Granitpegmatit innerhalb der „Bodengo-Pegmatite“ im Val Soè / Val Bodengo, Talschaft Valchiavenna, Provinz Sondrio, Lombardei. In Spanien aus dem Steinbruch „Julita“ im Cañada-Pegmatit, Gemeinde Garcirrey, Provinz Salamanca, Region Kastilien und León, sowie Pegmatiten am Cabo de Creus in Katalonien.
In Polen aus Lutomia in der Gemeinde Gmina Świdnica, Landkreis Świdnicki, sowie Michałkowa (Michelsdorf) im Eulengebirge (Góry Sowie), Sudeten, beide in Dolnośląskie.
Schließlich aus Pegmatiten bei Brissago am Lago Maggiore im Kanton Tessin, Schweiz. Vorkommen von Staněkit in Deutschland oder Österreich sind damit nicht bekannt.

## Verwendung
Natürlich gebildeter Staněkit ist selten und deshalb nur für den Mineralsammler von Interesse.